# PAC418
Сокет PAC418 — 418-контактный микропроцессорный разъём, предназначенный для подключения процессора Intel Itanium к остальной части компьютера (обычно через материнскую плату). Он обеспечивает как электрический интерфейс, так и физическую поддержку. Этот разъём предназначен для поддержки микропроцессорного модуля.

## Технические характеристики
Сокет PAC418 был представлен вместе с процессором Intel Itanium первого поколения в 2001 году. Он поддерживал скорость шины до 133 МГц с двойной накачкой.
Процессоры на сокете PAC418 достигают скорости 800 МГц.